# Nesflaten
59°38′47.069″N 6°48′6.8760″Ø / 59.64640806°N 6.801910000°Ø
Nesflaten er en landsby i Suldal kommune i Rogaland fylke i Norge. Lokalt bliver stedet kaldt Nes. Nesflaten ligger på nordsiden af søen Suldalsvatnet, og riksvei 13 går gennem bygden. Fra Nesflaten er der ca. 50 km til kommunecenteret Sand i Suldal og 30 km til Røldal i Odda kommune. Der er ca. 80 husstande i Nesflaten, og her ligger Nesflaten skole, som er en kombineret børne- og ungdomsskole, hvor  Suldal bibliotek har en filial. Lige ved skolen ligger Nesflaten børnehave.
Nesflaten havde en opgangsperiode under kraftudbygningen af Røldal-Suldal i 1960'erne; man kan se resultatet af det ved nogle af de specielle huse som blev bygget i Nes i denne periode. Arkitekt Geir Grung tegnede boligområdet og byggede for kraftanlægget i funkisstilen.